# كو فينش أوستين
كو فينش أوستين (بالإنجليزية: Coe Finch Austin)‏ هو عالم نباتات لاوعائية ‏ وعالم نبات أمريكي، ولد في 20 يونيو 1831 في مقاطعة أورانج في الولايات المتحدة، وتوفي في 18 مارس 1880 في كلوستر في الولايات المتحدة.